# Stanisław Franciszek Pękosławski
Stanisław Franciszek Pękosławski (ur. 9 marca 1870 w Warszawie, zm. 24 czerwca 1934 tamże) – polski inżynier technolog, wojewoda kielecki 1919-1923.

## Życiorys

### Młodość
Był synem Stanisława Pękosławskiego; gimnazjum ukończył w 1889 i podjął studia na Wydziale Matematycznym Uniwersytetu Warszawskiego. Tam, przypuszczalnie uczestnicząc w spotkaniach Związku Młodzieży Polskiej „Zet”, poznał Stanisława Wojciechowskiego. Przeniósłszy się do Petersburga kontynuował tam studia w Petersburskim Instytucie Technologicznym, który ukończył w 1896. W tamtym okresie działał w Polskiej Partii Socjalistycznej, był m.in. członkiem Komitetu PPS i prezesem polskiego studenckiego Koła Oświaty. Brał też udział zjeździe studenckich organizacji w Wilnie w 1896; za działalność w PPS oskarżono go i aresztowano w 1898; z aresztu wyszedł 30 lipca 1898 za kaucją 500 rubli, a po trzech latach umorzono postępowanie.

### Inżynier
Do Warszawy wrócił w 1896 i podjął pracę w firmie „Brunon Tyszka, Fabryka Mechaniczna” mieszczącej się na Pelcowiźnie. Później, w latach 1904–1905 był wspólnikiem tej firmy, działającej wówczas pod nazwą „Miklaszewski, Muszyński, Pękosławski i Spółka”; firma ta, zatrudniająca 200 osób, zajmowała się budową konstrukcji mostowych, dachowych oraz robotami kowalskimi. Pracował także jako inżynier w kilku innych prywatnych firmach (m.in. Biuro Palenisk Dymnych „Vesta” i Fabryka „Syrena”). W 1906 opuścił spółkę Miklaszewskiego i Muszyńskiego i podjął pracę w przedsiębiorstwie „Rudzki i Ska” (konstrukcje mostowe, kolejowe i budowlane w Królestwie Polskim i Rosji). W latach 1915–1918 przebywał wraz z biurami tej firmy w Piotrogrodzie.

### W Zagłębiu Dąbrowskim
Wróciwszy do Warszawy, wkrótce po odzyskaniu przez Polskę niepodległości otrzymał od ministra spraw wewnętrznych Stanisława Wojciechowskiego 18 lutego 1919 nominację na stanowisko rządowego komisarza pełnomocnego na powiat dąbrowsko-będziński.
Na terenie Zagłębia Dąbrowskiego działały wówczas Rady Delegatów Robotniczych. Pękosławski zarządził niezwłocznie akcję poszukiwania broni, ukrytej przez robotników i Czerwoną Gwardię. 12 marca Rady zarządziły strajk, doszło do dwudniowych krwawych starć z policją i wojsko, które rozbroiło Milicję Ludową. Zdelegalizowane zostało też wydawane w Zagłębiu pismo „Komunista”. Pękosławski 22 marca wydał oświadczenie sprzeciwiające się próbom ingerencji Rad Delegatów w administrację przedsiębiorstw Zagłębia. 8 kwietnia 1919 minister Wojciechowski powołał Pękosławskiego na stanowisko komisarza nadzwyczajnego na powiat dąbrowsko-będziński, co oznaczało de facto poszerzenie jego uprawnień. 20 maja Pękosławski, korzystając ze swych uprawnień, rozszerzył przepisy stanu wyjątkowego na komitety fabryczne i kopalniane oraz polecił formalną legalizację zebrań robotniczych. W połowie lipca 1919 przystąpił do realizacji planu likwidacji Rad Delegatów Robotniczych; akcję zakończono 21 lipca.

### Wojewoda
Po tych wydarzeniach minister Wojciechowski, w uznaniu działalności Pękosławskiego, wystąpił z wnioskiem o powierzenie mu funkcji wojewody, co Rada Ministrów 17 listopada 1919 zaopiniowała pozytywnie. Naczelnik Państwa dekretem z 3 grudnia 1919 mianował go pierwszym wojewodą kieleckim (Będzin i ówczesny powiat dąbrowsko-będziński wchodziły w skład ówczesnej Kielecczyzny).
Przeprowadziwszy się do Kielc Pękosławski zajął się organizacją nowo powołanego urzędu wojewódzkiego i odbudową województwa ze zniszczeń wojennych oraz sprawami zaopatrzenia i aprowizacji mieszkańców. W ciągu półtora roku po powierzeniu Pękosławskiemu stanowiska wojewody spośród blisko 82 tysięcy zniszczonych budynków odbudowano blisko 30 tysięcy, w tym 10 szkół. W listopadzie 1920 uzyskał finansowanie na budowę gmachu urzędu wojewódzkiego. Był w tym czasie krytykowany, m.in. w popierającej Piłsudskiego „Gazecie Kieleckiej”. m.in. za opóźnienie rozpoczęcia działalności Wojewódziej Komisji Oszczędnościowej i za „niechęć do instytucji nieurzędniczych”. Wychodząc naprzeciw tej krytyce Pękosławski zwiększył swą aktywność społeczną, m.in. wspólnie ze starostą powiatowym Joachimem Hemplem oraz prezydentem miasta Kielce Łukasiewiczem zainicjował działalność Towarzystwa Przyjaciół Szpitalika Dziecięcego im. Władysława Buszkowskiego, powołanego w celu utworzenia w Kielcach szpitala na 25 łóżek.

### Ostatnie lata
18 kwietnia 1923 prezydent Rzeczypospolitej S. Wojciechowski, na wniosek zainteresowanego, podjął decyzję o zwolnieniu go z dniem 1 czerwca ze służby państwowej. Ówczesny minister spraw wewnętrznych Władysław Sikorski podziękował mu za „owocną pracę tak na stanowisku szefa starostwa będzińskiego, które w zaraniu istnienia Rzeczypospolitej zorganizował w nader trudnych warunkach, jak i następnie na stanowisku Wojewody Kieleckiego”. Stanisław F. Pękosławski przeniósł się do Warszawy, gdzie pracował jako dyrektor handlowy Towarzystwa Saturn i gdzie zmarł w 1934.

### Rodzina
Pękosławski był od 1903 żonaty z Leontyną ze Śliwowskich, z którą miał cztery córki. Żona Pękosławskiego, podczas ich pobytu w Kielcach w latach 1919–1923 była przewodniczącą zarządu okręgowego Polskiego Białego Krzyża.